# Paulo Ferreira (Fußballspieler)

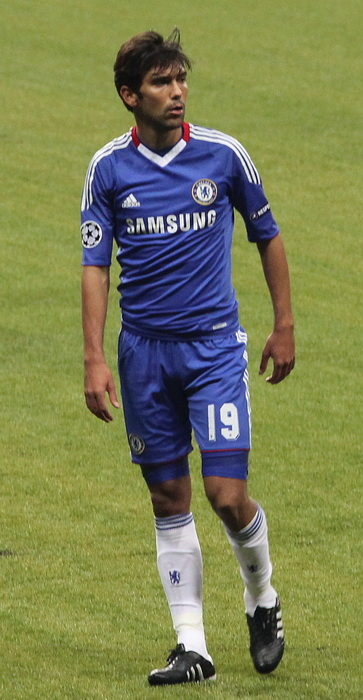
Paulo Ferreira im Jahr 2010

Paulo Ferreira [ˈpaulu fɯˈʁɐiɾɐ] (* 18. Januar 1979 in Cascais; eigentlich Paulo Renato Rebocho Ferreira) ist ein ehemaliger portugiesischer Fußballspieler. Nach neun Jahren beim FC Chelsea beendete er im Sommer 2013 seine Karriere.

## Karriere

### Verein
Paulo Ferreira stammt aus der Jugend des GD Estoril Praia, bei dem er auch in der ersten Mannschaft zum Einsatz kommt. 2000 wechselt der rechte Verteidiger zu Vitória Setúbal und von dort 2002 zum FC Porto. Dort gewann er 2004 den Weltpokal, die Champions League sowie die portugiesische Meisterschaft. Seit der Saison 2004/2005 spielte er für den FC Chelsea und wurde 2005, 2006 und 2010 englischer Meister.
Nach der Verpflichtung Decos stimmte Paulo Ferreira einem Nummerntausch von 20 auf 19 zu, damit Deco seine 20, die er bereits in der Seleção und beim FC Barcelona trug, auch beim FC Chelsea tragen konnte. Sein letztes Spiel absolvierte er am 19. Mai 2013, er wurde in der 88. Spielminute eingewechselt. Im Anschluss an die Partie verkündete er sein Karriereende.

### Nationalmannschaft
Ferreira wurde erstmals 2002 in den portugiesischen Nationalkader berufen. Mit der Nationalmannschaft nahm er an der Europameisterschaft 2004 im eigenen Land, der Europameisterschaft 2008, Weltmeisterschaft 2006 und der Weltmeisterschaft 2010 teil.
Nach 61 Spielen erklärte er am 31. August 2010, nicht mehr für die Nationalmannschaft spielen zu wollen.

## Erfolge
- Portugiesischer Meister: 2003, 2004 (mit dem FC Porto)
- Portugiesischer Pokalsieger: 2003 (mit dem FC Porto)
- UEFA-Cup-Sieger/Europa-League-Sieger: 2003 (mit dem FC Porto), 2013 (mit dem FC Chelsea)
- UEFA-Champions-League-Sieger: 2004 (mit dem FC Porto), 2012 (mit dem FC Chelsea)
- Englischer Meister: 2005, 2006, 2010 (mit dem FC Chelsea)
- FA-Cup-Sieger: 2007, 2010 (mit dem FC Chelsea)
- Community-Shield-Sieger: 2005 (mit dem FC Chelsea)
- Carling-Cup-Sieger: 2005, 2007 (mit dem FC Chelsea)
- WM-Teilnehmer: 2006, 2010 (mit Portugal)
- EM-Teilnehmer: 2004, 2008 (mit Portugal)